# Mátyás Rákosi
Mátyás Rákosi, właśc. Mátyás Rosenfeld (ur. 14 marca 1892 w Adzie, zm. 5 lutego 1971 w Gorkim) – węgierski komunista i sekretarz generalny Węgierskiej Partii Robotniczej.

## Życiorys
Urodził się jako Mátyás Rosenfeld w mieście Ada w Banacie. Pochodził z żydowskiej rodziny. W czasie I wojny światowej służył w armii austro-węgierskiej. Walcząc na froncie wschodnim, dostał się do rosyjskiej niewoli. Wrócił do Węgier po wojnie. Dołączył do Komunistycznej Partii Węgier, uczestnicząc w rządzie Béli Kuna, przywódcy Węgierskiej Republiki Rad. Po upadku rządu Kuna uciekł do Rosji Radzieckiej. Powrócił na Węgry w 1924 jako agent Międzynarodówki Komunistycznej. Na miejscu założył legalną odnogę ruchu komunistycznego o nazwie Socjalistycznej Partii Robotników Węgier. W sierpniu 1925 roku dzięki jego staraniom w Wiedniu odbył się kongres WPK. W kongresie udział wzięło 22 delegatów (w tym 14 z terenu Węgier), którzy wybrali nowe kierownictwo partii. Członkowie kierownictwa podjęli się próby rozpoczęcia działalności na terenie kraju, co okazało się porażką – wszyscy na krótko po przyjeździe zostali aresztowani przez policję. Sam Rákosi został w 1926 roku skazany na osiem lat więzienia.
W 1940 po pakcie niemiecko-sowieckim został wymieniony przez rząd Węgier (por. regent Miklós Horthy) na sztandary rewolucji węgierskiej 1848 i został deportowany do ZSRR, gdzie aresztowany przez NKWD został zesłany do łagru. Jego współwięźniem był Stanisław Swianiewicz. Do łask powrócił w trakcie wojny z III Rzeszą. Wraz z działaczami takimi jak Ernő Gerő i Imre Nagy prowadził akcję szkoleniową pośród węgierskich jeńców wojennych w ZSRR i propagandową pośród jeszcze walczących oddziałów węgierskich. Dzięki działaniom jego grupy w październiku 1944 roku na stronę radziecką wraz z grupą oficerów przeszedł generał Béla Miklós. W trakcie trwania wojny poddał krytyce umiarkowane kierownictwo partii komunistycznej na Węgrzech.
Wrócił na Węgry wraz z Armią Czerwoną. Został wyznaczony przez Józefa Stalina na sekretarza generalnego Komunistycznej Partii Węgier (a następnie Węgierskiej Partii Robotniczej), zastępując na tym stanowisku umiarkowanego Jánosa Kádára. Funkcję tę pełnił do 1956. W 1945 roku objął urząd wicepremiera rządu koalicyjnego. W 1947 doprowadził do przejęcia władzy przez komunistów na Węgrzech w trybie postępującego zamachu stanu (wolne wybory 4 listopada 1945 roku wygrała na Węgrzech niekomunistyczna Niezależna Partia Drobnych Rolników). Po przejęciu władzy rządził w sposób dyktatorski. Był bezpośrednio odpowiedzialny za masowe represje wobec faktycznych i domniemanych politycznych przeciwników – liczba więźniów politycznych była na Węgrzech znacznie większa niż w Polsce przy trzykrotnie mniejszej liczbie ludności. Uważał siebie za najlepszego węgierskiego ucznia Stalina. Jest autorem określenia „taktyka salami” jako zdefiniowania stalinowskiej praktyki eliminacji opozycji krok po kroku (plasterek po plasterku).
Jego pozycja została zachwiana już po śmierci Stalina (5 marca 1953), gdy Ławrientij Beria bez ogródek oświadczył Rákosiemu, że „Węgry miały wielu cudzoziemskich królów, ale króla żydowskiego tolerować nie będą”. Bezpośrednim skutkiem było mianowanie 4 lipca 1953 Imre Nagya na premiera Węgier. Po wygłoszeniu na XX Zjeździe KPZR (luty 1956) przez Nikitę Chruszczowa tajnego referatu, w którym Chruszczow określił Stalina jako przestępcę działającego w partii komunistycznej, Rákosi pod naciskiem Chruszczowa został 18 lipca 1956 odwołany z pełnionej funkcji. Jego miejsce zajął wówczas Ernő Gerő, bliski współpracownik Rákosiego, uprzednio funkcjonariusz Kominternu i agent INO NKWD w czasie wojny domowej w Hiszpanii. Zmiana na stanowisku sekretarza generalnego partii komunistycznej na Węgrzech dokonana w ten sposób, została powszechnie uznana za kosmetyczną i prowokacyjną i była jedną z przyczyn wybuchu powstania węgierskiego w październiku 1956.
Po interwencji sowieckiej na Węgrzech 4 listopada 1956 został ewakuowany (podobnie jak Ernő Gerő) przez władze sowieckie do ZSRR, gdzie zmarł w mieście Gorki (ob. Niżny Nowogród).